# Félix Barret
Ne doit pas être confondu avec Félix Baret.
Félix Barret est un peintre né le 31 août 1807 à Brest et mort le 25 novembre 1888 dans la même ville.

## Biographie
Félix, Claude, Auguste, Louis Barret est né le 31 août 1807 à Brest, dans le quartier de Recouvrance. Son père était un officier de marine, issu d'une famille rochelaise établie à Brest. 
Il a étudié à l'école des Beaux-Arts de Paris dans l'atelier de François Gérard et a exposé au salon de Paris de 1831 à 1848.
Il fut professeur de dessin au collège de Quimper, ville où il résida de 1846 à 1866.

## Œuvre
Certaines de ses œuvres sont exposées au musée des Beaux-Arts de Brest.
Il a copié une toile du peintre François Valentin, La donation du rosaire, exposée dans la chapelle Notre-Dame-de-Kergoat en Quéménéven (29).
Il a produit des gravures pour le livre Voyage dans le Finistère d'Émile Souvestre illustrant la vie quotidienne des paysans et villageois.

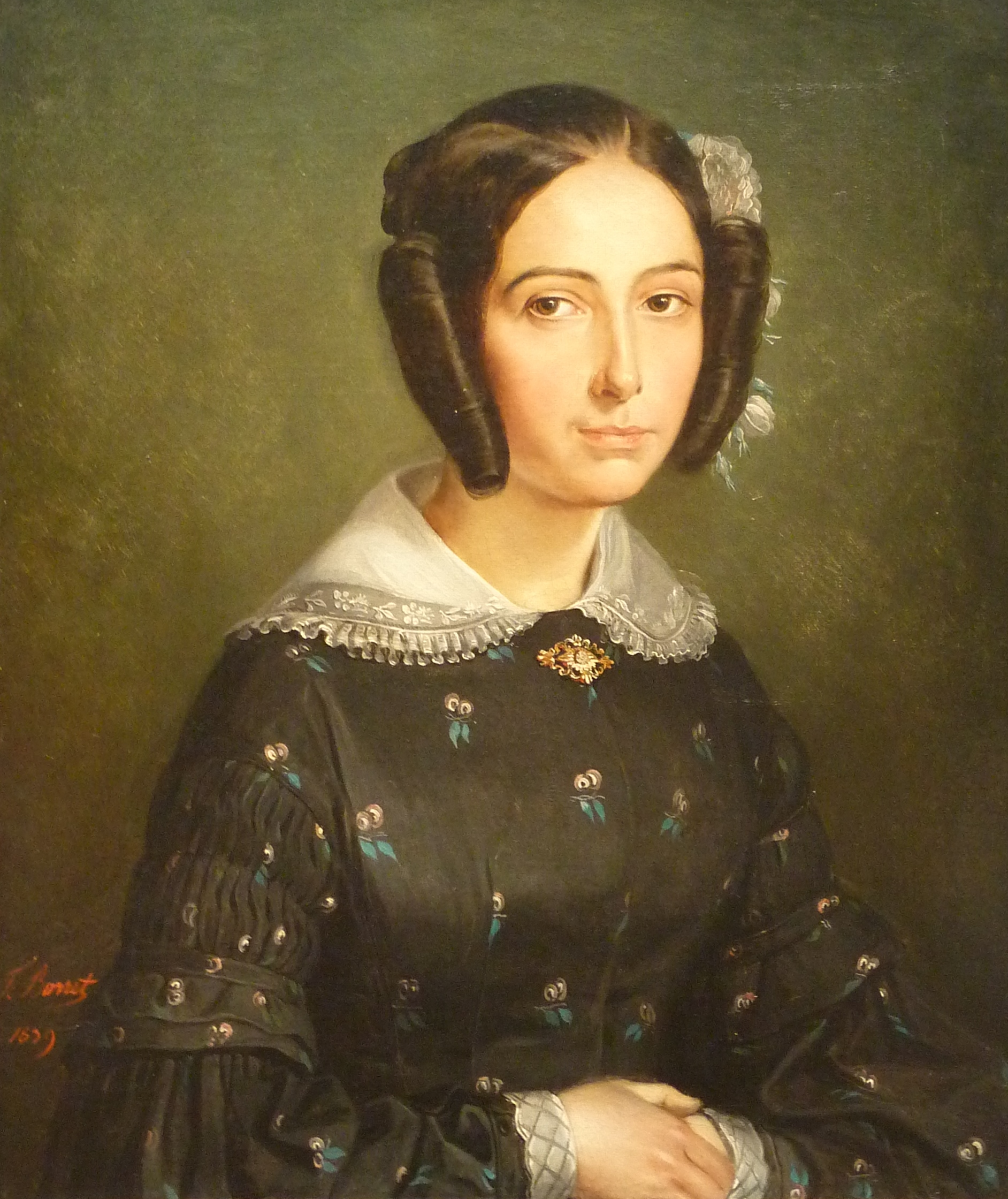
Félix Barret : Portrait présumé de Madame de Kergariou (1839, huile sur toile, musée des beaux-arts de Brest)
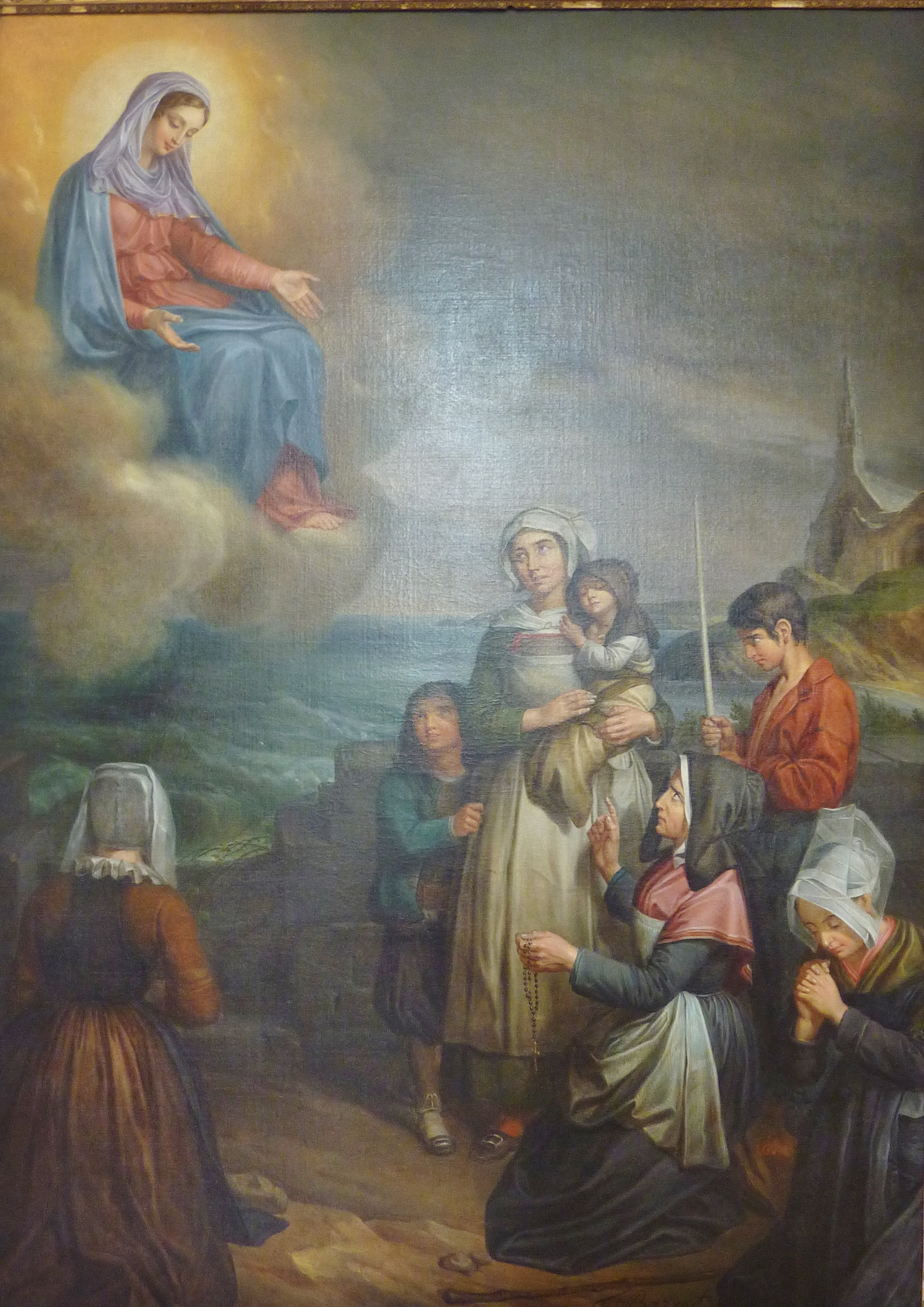
Félix Barret : Le pardon de Kérinou à Lambézellec, désormais Brest (huile sur toile, 1845, musée des beaux-arts de Brest)
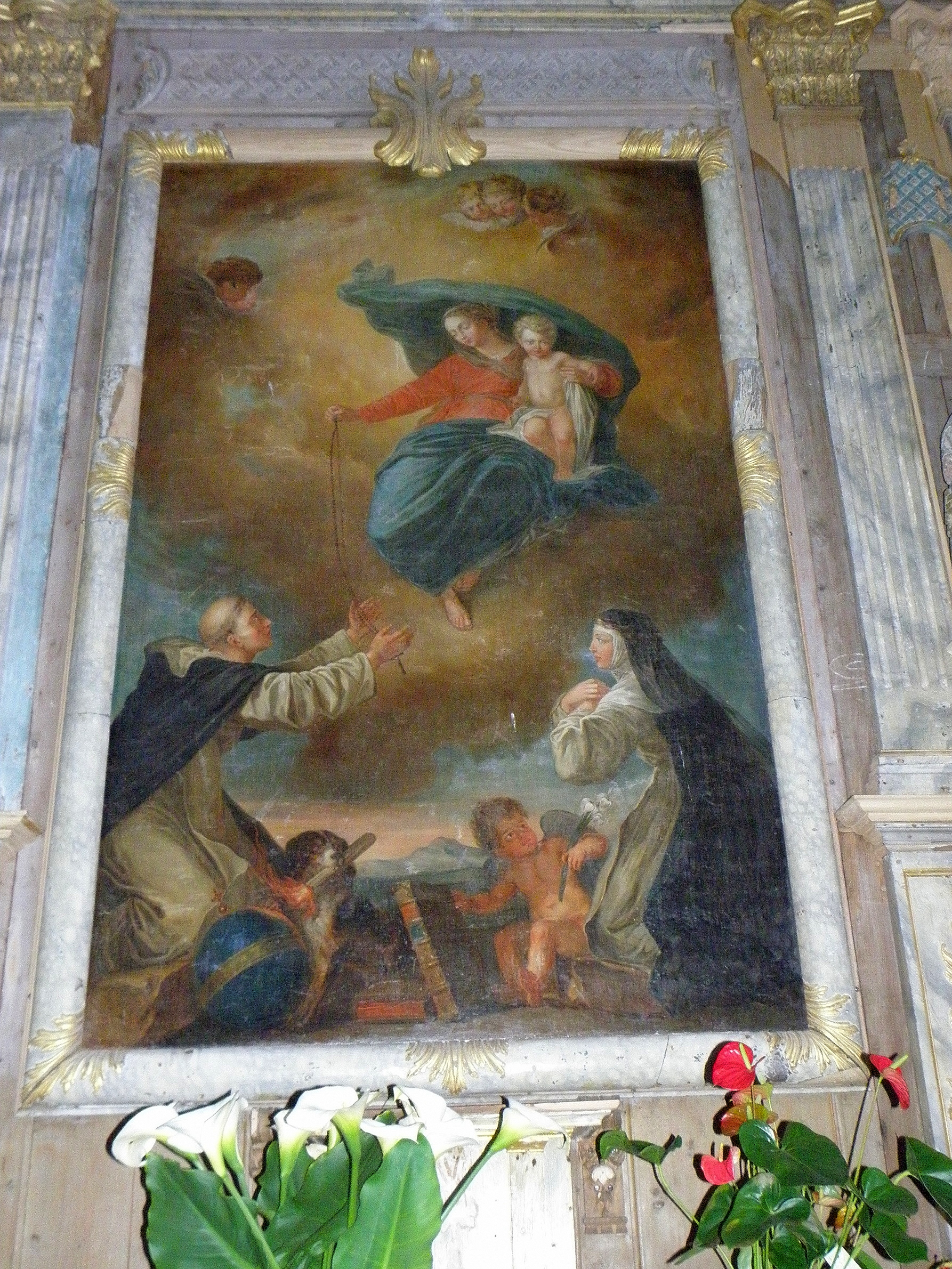
La donation du Rosaire (copie par Félix Barret d'un tableau de François Valentin)
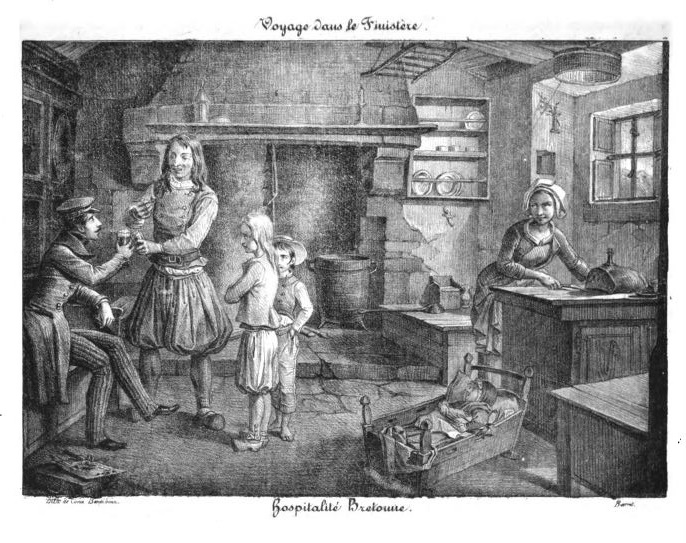
Hospitalité bretonne, gravure de Félix Barret dans le livre "Le Finistère en 1836" d’Émile Souvestre.
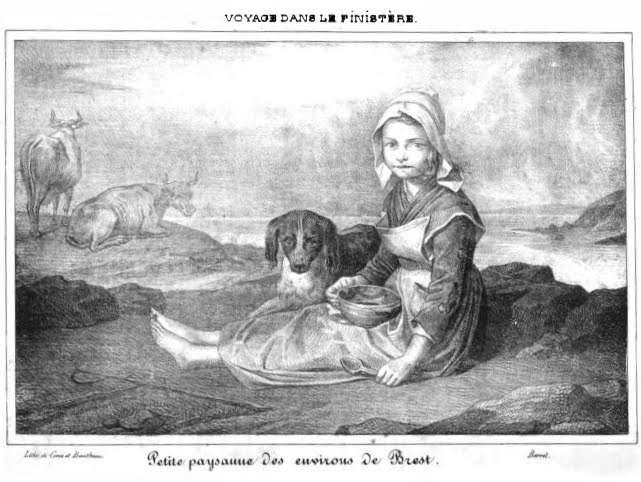
Petite paysanne des environs de Brest, gravure de Félix Barret dans le livre "Le Finistère en 1836" d’Émile Souvestre.